# ATCC 1986
ATCC 1986 vanns av Robbie Francevic.

## Delsegrare
| Bana             | Vinnare          | Märke  | Tvåa             | Märke  | Trea             | Märke  |
| ---------------- | ---------------- | ------ | ---------------- | ------ | ---------------- | ------ |
| Amaroo           | Robbie Francevic | Volvo  | Jim Richards     | BMW    | Tony Longhurst   | BMW    |
| Symmons Plains   | Robbie Francevic | Volvo  | George Fury      | Nissan | John Harvey      | Holden |
| Sandown          | George Fury      | Nissan | Robbie Francevic | Volvo  | Neal Lowe        | Holden |
| Adelaide Raceway | Robbie Francevic | Volvo  | Graeme Crosby    | Holden | Charlie O'Brien  | BMW    |
| Wanneroo         | George Fury      | Nissan | Glenn Seton      | Nissan | Robbie Francevic | Volvo  |
| Surfers Paradise | Peter Brock      | Holden | Robbie Francevic | Volvo  | Jim Richards     | BMW    |
| Calder Park      | George Fury      | Nissan | Glenn Seton      | Nissan | John Bowe        | Volvo  |
| Lakeside         | George Fury      | Nissan | Gary Scott       | Nissan | Peter Brock      | Holden |
| Winton           | Jim Richards     | BMW    | George Fury      | Nissan | Robbie Francevic | Volvo  |
| Oran Park        | George Fury      | Nissan | Peter Brock      | Holden | John Bowe        | Volvo  |

## Slutställning
| Plats | Förare           | Märke      | Poäng |
| ----- | ---------------- | ---------- | ----- |
| 1     | Robbie Francevic | Volvo      | 217   |
| 2     | George Fury      | Nissan     | 212   |
| 3     | Jim Richards     | BMW        | 147   |
| 4     | Peter Brock      | Holden     | 117   |
| 5     | Tony Longhurst   | BMW        | 115   |
| 6     | Dick Johnson     | Ford       | 115   |
| 7     | Graeme Crosby    | Holden     | 102   |
| 8     | John Bowe        | Volvo      | 98    |
| 9     | Colin Bond       | Alfa Romeo | 69    |
| 10    | Glenn Seton      | Nissan     | 67    |